# Abūyesān
Abūyesān (persiska: Abavīsān, ابویسان) är en ort i Iran.   Den ligger i provinsen Khorasan, i den nordöstra delen av landet, 500 km öster om huvudstaden Teheran. Abūyesān ligger 1 013 meter över havet och antalet invånare är 739.
Terrängen runt Abūyesān är platt söderut, men norrut är den kuperad. Runt Abūyesān är det ganska glesbefolkat, med 29 invånare per kvadratkilometer. Närmaste större samhälle är Dastūrān, 16,0 km söder om Abūyesān. Trakten runt Abūyesān består till största delen av jordbruksmark.